# Runkel
Runkel är en stad i Landkreis Limburg-Weilburg i Regierungsbezirk Gießen i förbundslandet Hessen i Tyskland. De tidigare kommunerna Steeden, Ennerich und Schadeck uppgick i Runkel 1 december 1970 och Steeden, Ennerich und Schadeck 31 december 1970. Dehrn uppgick i staden 1 juli 1974.